# Emise methanu
Zdroje emisí methanu dle antropogenních aktivit  (odhady z roku 2020) 
Rostoucí emise methanu se významně podílejí na zvyšující se koncentraci skleníkových plynů v zemské atmosféře a jsou zodpovědné až za třetinu globálního oteplování v blízké budoucnosti. Během roku 2019 bylo celosvětově uvolněno přibližně 60 % (360 milionů tun) methanu z lidské činnosti, zatímco přírodní zdroje přispěly přibližně 40 % (230 milionů tun). Snížení emisí methanu zachycením a využitím tohoto plynu může přinést současně environmentální i ekonomické výhody.
Od průmyslové revoluce se koncentrace methanu v atmosféře více než zdvojnásobila a asi 20 % oteplování planety lze přičíst tomuto plynu. Asi třetina (33 %) antropogenních emisí pochází z uvolňování plynu při těžbě a dodávkách fosilních paliv; většinou v důsledku vypouštění plynu a úniků plynu jak z aktivní infrastruktury pro fosilní paliva, tak z osiřelých vrtů. Největším světovým emitentem methanu z ropy a plynu je Rusko.
Podobně velkým zdrojem (30 %) je i živočišná výroba; především kvůli střevní fermentaci přežvýkavců, jako je skot a ovce. Podle Globálního hodnocení methanu zveřejněného v roce 2021 jsou emise methanu z hospodářských zvířat (včetně skotu) největším zdrojem emisí ze zemědělství na světě. Jedna kráva může vyprodukovat až 99 kg methanu za rok. Přežvýkavci mohou vyprodukovat 250 až 500 l methanu denně.
Třetí významnou kategorií (18 %) se staly toky lidského spotřebního odpadu, zejména ty, které procházejí skládkami a čistírnami odpadních vod. Rostlinná výroba, zahrnující produkci potravin i biomasy, tvoří čtvrtou skupinu (15 %), přičemž největším jednotlivým přispěvatelem je produkce rýže.
Světové mokřady se podílejí na trvalých přírodních zdrojích methanu přibližně třemi čtvrtinami (75 %). Velkou část zbývajícího množství tvoří průsaky z mělkých ložisek uhlovodíků a klatrátových hydrátů, sopečných plynů, lesní požáry a emise termitů. Příspěvky volně žijících populací přežvýkavců výrazně jsou výrazně nižší, než příspěvky skotu, lidí a dalších hospodářských zvířat.
Časopis The Economist doporučil stanovit cíle pro emise methanu, protože jejich snížení by umožnilo získat více času na řešení náročnějších emisí uhlíku.

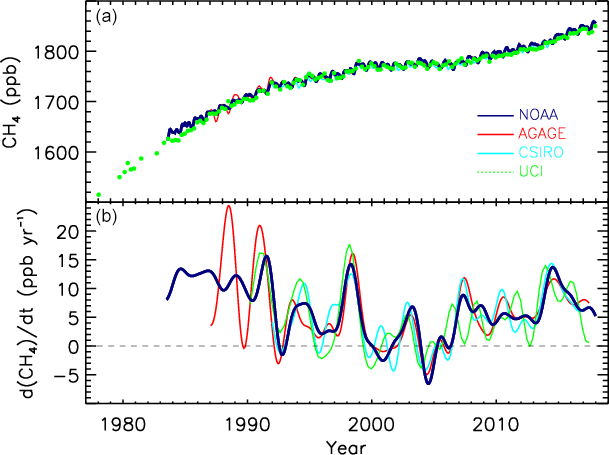
Globálně zprůměrovaná atmosférická koncentrace a její roční nárůst V dubnu 2022 NOAA oznámila roční nárůst globální koncentrace methanu v atmosféře o 17 částic na miliardu (ppb) v roce 2021 – v průměru 1 895,7 ppb v tomto roce – největší roční nárůst zaznamenaný od začátku systematického měření v roce 1983; nárůst během roku 2020 činil 15,3 ppb, což je samo o sobě rekordní nárůst.

## Vliv koncentrace a oteplování atmosféry
Koncentrace methanu (CH4) v atmosféře roste a v roce 2019 překročila 1860 ppb, což je dvaapůlnásobek předindustriální úrovně. Methan sám o sobě způsobuje přímé radiační působení, které je druhé nejsilnější po oxidu uhličitém (CO2). V důsledku interakcí se sloučeninami kyslíku stimulovanými slunečním zářením může CH4 také zvyšovat přítomnost ozonu a vodní páry s kratší životností v atmosféře, což jsou samy o sobě silné oteplovací plyny: atmosféričtí vědci toto zesílení krátkodobého oteplovacího vlivu methanu nazývají nepřímým radiačním působením. Při těchto interakcích vzniká také CO2 s delší životností a menší účinností. Včetně přímých i nepřímých vlivů je nárůst methanu v atmosféře zodpovědný přibližně za třetinu krátkodobého globálního oteplování.
Ačkoli methan způsobuje zachycení mnohem většího množství tepla než stejná hmotnost oxidu uhličitého, po deseti letech zůstává v atmosféře méně než polovina emitovaného CH4. Oxid uhličitý se v průměru ohřívá mnohem déle, za předpokladu, že se nezmění rychlost pohlcování uhlíku. Potenciál globálního oteplování (GWP) je způsob, jak porovnat oteplování způsobené jinými plyny s oteplováním způsobeným oxidem uhličitým, a to za dané časové období. Hodnota GWP20 ve výši 85 pro methan znamená, že tuna CH4 vypuštěná do atmosféry způsobí za 20 let přibližně 85krát větší oteplení atmosféry než tuna CO2. V časovém měřítku 100 let se GWP100 methanu pohybuje v rozmezí 28–34. V případě methanu je GWP100 vyšší než u CO2. Emise methanu jsou důležité, protože jejich snížení může získat čas na řešení emisí uhlíku.